# José Héctor Vázquez
José Héctor Vázquez (Sevilla, 2 de juliol de 1903 - Madrid, 11 de juny de 1977) fou un militar espanyol.
El 1919 ingressà a l'Acadèmia de Cavalleria de Valladolid, i el 1922 fou destinat com alferes al Regiment de Caçadors Alfons XII. El 1923 fou ascendit a tinent i destinat al Regiment de Caçadors d'Alcántara n. 14 a Melilla, unitat refeta després del desastre d'Annual. D'allí s'incorporà a la Mehal·la Khalifiana i el 1925 es va distingir en l'ocupació de Morro Viejo, motiu pel qual li fou concedit la Medalla Militar. Ascendit a capità, fou nomenat professor d'equitació i el 1927 destinat a Sevilla.
Formava part de l'equip olímpic espanyol d'equitació. El cop d'estat del 18 de juliol el va sorprendre a Berlín, ja que anava a participar en els Jocs Olímpics d'Estiu de 1936. Tornà a Espanya i es va unir al bàndol nacional, posant-se a les ordres de Francisco García Escámez a Pamplona. En acabar la guerra civil espanyola fou ascendit a tinent coronel i nomenat professor de l'Escola d'Estat Major. El 1949 fou ascendit a coronel i el 1953 a general de brigada, any en què se li confià el comandament de la Brigada Mixta de Cavalleria de Marroc.
En 1958, recentment ascendit a general de divisió, fou destinat a la guerra d'Ifni, on fou nomenat governadir general del Sàhara Espanyol. En aquesta qualitat fou responsable de l'acord amb el general francès Gabriel Bourgund que va permetre l'expulsió dels rebels de l'Exèrcit d'Alliberament Marroquí.
El gener de 1962 fou ascendit a tinent general i nomenat Capità general de Canàries, càrrec que va ocupar fins a juliol de 1969. El 1973 va passar a la reserva. Va morir a Madrid en 1977.